# Charles Olson
Charles Olson (Worcester, 27 dicembre 1910 – New York, 10 gennaio 1970) è stato un poeta statunitense.
Funzionario del governo e, in seguito, archeologo, nel 1948 ottenne l'insegnamento al Black Mountain College, del quale fu rettore dal 1951 al 1956. Esordì nel 1947 con Call me Ishmael, incentrata sull'opera di Herman Melville, del quale fu studioso e fine conoscitore. Dalla fine degli anni cinquanta si era ormai affermato come il Black Mountain poet per eccellenza.
Tra le sue opere più celebri si possono citare Call Me Ishmael (1947; reprint, Baltimore: The Johns Hopkins University Press, 1997) [traduzione italiana Chiamatemi Ismaele. Uno studio su Melville, traduzione e introduzione di Nereo Condini, Guanda, Parma 1972], Letter for Melville (1951), This (1952), The Maximus Poems (1953) [traduzione italiana di Silvano Sabbadini, Mondadori, Milano 1972], The Distances (1960), Human Universe (1965).